# Theodor Brinek (1921–2000)
Theodor Brinek (ur. 9 maja 1921 w Wiedniu, zm. 24 stycznia 2000) – austriacki piłkarz grający na pozycji pomocnika. W swojej karierze rozegrał 17 meczów i zdobył 2 bramki w reprezentacji Austrii. Jego ojciec, Theodor, także był piłkarzem i reprezentantem kraju.

## Kariera klubowa
Swoją karierę piłkarską Brinek rozpoczął w klubie SC Wacker Wiedeń. W 1939 roku awansował do kadry pierwszego zespołu. W sezonie 1939/1940 zadebiutował w nim w pierwszej lidze austriackiej. W sezonie 1946/1947 wywalczył z SC Wacker dublet - mistrzostwo oraz Puchar Austrii. W SC Wacker grał do końca sezonu 1952/1953.
W 1953 roku Brinek przeszedł do francuskiego klubu AS Monaco. W rozgrywkach francuskiej ekstraklasy grał przez dwa lata. Strzelił 11 goli w 51 meczach. W sezonie 1955/1956 był grającym trenerem w Servette FC. Z kolei w sezonie 1956/1957, ostatnim w swojej karierze piłkarskiej, grał w wiedeńskim Wiener SC.
| Sezon   | Klub             | Kraj       | Rozgrywki      | Mecze | Bramki |
| ------- | ---------------- | ---------- | -------------- | ----- | ------ |
| 1939/40 | SC Wacker Wiedeń | Austria    | Bundesliga     | ?     | ?      |
| 1940/41 | SC Wacker Wiedeń | Austria    | Bundesliga     | ?     | ?      |
| 1941/42 | SC Wacker Wiedeń | Austria    | Bundesliga     | ?     | ?      |
| 1942/43 | SC Wacker Wiedeń | Austria    | Bundesliga     | ?     | ?      |
| 1943/44 | SC Wacker Wiedeń | Austria    | Bundesliga     | ?     | ?      |
| 1944/45 | SC Wacker Wiedeń | Austria    | Bundesliga     | ?     | ?      |
| 1945/46 | SC Wacker Wiedeń | Austria    | Bundesliga     | 21    | 11     |
| 1946/47 | SC Wacker Wiedeń | Austria    | Bundesliga     | 20    | 4      |
| 1947/48 | SC Wacker Wiedeń | Austria    | Bundesliga     | 18    | 1      |
| 1948/49 | SC Wacker Wiedeń | Austria    | Bundesliga     | 9     | 7      |
| 1949/50 | SC Wacker Wiedeń | Austria    | Bundesliga     | 23    | 12     |
| 1950/51 | SC Wacker Wiedeń | Austria    | Bundesliga     | 22    | 3      |
| 1951/52 | SC Wacker Wiedeń | Austria    | Bundesliga     | 25    | 5      |
| 1952/53 | SC Wacker Wiedeń | Austria    | Bundesliga     | 22    | 6      |
| 1953/54 | SC Wacker Wiedeń | Austria    | Bundesliga     | 7     | 1      |
| 1953/54 | AS Monaco        | Francja    | Division 1     | 25    | 4      |
| 1954/55 | AS Monaco        | Francja    | Division 1     | 26    | 7      |
| 1955/56 | Servette FC      | Szwajcaria | Nationalliga A | ?     | ?      |
| 1956/57 | Wiener SC        | Austria    | Bundesliga     | 6     | 3      |

## Kariera reprezentacyjna
W reprezentacji Austrii Brinek zadebiutował 10 listopada 1946 roku w przegranym 0:1 towarzyskim meczu ze Szwajcarią, rozegranym w Bernie. W 1948 roku był w kadrze Austrii na Igrzyskach Olimpijskich w Londynie. Od 1946 do 1953 roku rozegrał w kadrze narodowej 17 meczów, w których strzelił 2 gole.